# Mitrydates Perski
Mitrydates (?-334 p.n.e.), perski dygnitarz, zięć króla Persji Dariusza III, zabity przez Aleksandra Macedońskiego podczas bitwy nad Granikiem.